# Un home anomenat Sledge
Un home anomenat Sledge (títol original: A Man Called Sledge), és una pel·lícula italiana dirigida el 1970 per Vic Morrow. Ha estat doblada al català.

## Argument
Luther Sledge és un home fora de la llei. Planeja robar amb la seva banda una tramesa de lingots d'or valorat en mig milió de dòlars que passa cada setmana per un petit poble de l'Oest dels Estats Units. La seva intenció és sostreure el metall preciós de la presó en què es guarda, emparant-se en la foscor de la nit.

## Repartiment
- James Garner: Luther Sledge
- Dennis Weaver: Erwin Ward
- Claude Akins: Hooker
- John Marley: el vell
- Laura Antonelli: Ria
- Wayde Preston: Xèrif Ripley
- Ken Clark: Floyd
- Tony Young: Mallory
- Allan Jones:
- Herman Reynoso: Simms
- Steffen Zacharias: Red
- Didi Perego: Elizabeth
- Paola Barbara: Jade
- Mario Valgoi: Beetle
- Laura Betti: la germana
- Lorenzo Piani: Guthrie
- Franco Giornelli: Joyce
- Bruno Corazzari: Bice
- Altiero Di Giovanni: Kehoe
- Lorenzo Fineschi: Toby
- Remo De Angelis: jugador de pòquer